# Delovna skupina Alpe - Jadran
Delovna skupina Alpe - Jadran  ali Delovna skupnost kantonov, pokrajin, okrožij, regij in republik vzhodnoalpske regije (hrvaško Radna zajednica Alpe-Jadran; nemško Arbeitsgemeinschaft Alpen-Adria; madžarsko Alpok–Adria Munkaközösség; italijansko Comunità di lavoro Alpe Adria) je mednarodna organizacija, ki spodbuja sodelovanje med državami vzhodnoalpske in severnojadranske regije na področju turizma, varstva okolja, kulture, znanosti, politike, gospodarstva in evropske integracije. Pobuda za ustanovitev skupine je prišla iz Italije, telo pa je bilo ustanovljeno v Benetkah leta 1978. Sprva je služil kot skupni forum podnacionalnih enot Avstrije, Italije in Jugoslavije.

## Ustanovitev
Delovna skupina Alpe-Jadran je bila ustanovljena 20. novembra 1978 v Benetkah s podpisom Skupne izjave regionalnih predsednikov vlad. Društvo nima pravne osebe.  Območje, na katerem skupina deluje, obsega 190.423 kvadratnih kilometrov in ima približno 30 milijonov prebivalcev.

## Organi
Organi so:
1. Plenarna skupščina predsednikov vlad članic - sestanejo enkrat letno, običajno novembra, da ocenijo opravljene dejavnosti, določijo glavne naloge za prihodnje obdobje, sprejmejo skupne dokumente, sklepe in izjave.
2. Izvršni odbor - glavni izvršni organ, ki vključuje stalne predstavnike in odloča o tekočih dejavnostih ter daje pobude za posamezne akcije, razpravlja in odloča o predlogih komisij ter usklajuje delovanje delovnih in projektnih skupin. Odločajo tudi o finančni podpori projektom in o sponzorstvih. Izvajajo priprave za plenarno skupščino, vključno s predlaganimi sklepi
3. Predsedstvo - odgovorno za pripravo sej izvršnega odbora. Sestavljajo ga predstavniki prejšnjega, sedanjega in bodočega predsedstva. Sestanejo se 1 do 3 tedne pred zasedanjem izvršnega odbora. Izvršilnemu odboru pomagajo pri izvajanju njegovih obveznosti do plenarne skupščine - vsaki dve leti en član prevzame predsedstvo, delovne odbore in sekretariat. Vrtijo se po abecednem vrstnem redu.
4. Strokovne in projektne skupine - ustanovljene na zahtevo enega ali več članov z namenom izvedbe posameznih projektov

Sekretariat se nahaja v Celovcu. Ukvarja se z administracijo, organizacijo in koordinacijo.

## Cilji in področja sodelovanja
Njegovi glavni cilji so:
1. skupno obravnavanje in usklajevanje vprašanj, ki so v interesu članov
2. razvijanje sodelovanja in izmenjave v prostoru Alpe-Jadran
3. krepitev srednjeevropske kulturne identitete
4. vključevanje v procese evropskega sodelovanja in povezovanja
5. podpora pri vstopu držav kandidatk z območja delovne skupine v EU ter imenovanje skupnih projektov za sofinanciranje iz programov pomoči EU

## Člani
Organizacija trenutno šteje 15 rednih članov, ki prihajajo iz štirih držav regije Alpe-Jadran, Avstrije, Hrvaške, Madžarske in Slovenije. Tu so tudi tri pridružene članice, Club Tre Popoli, Sanicademia-International Training Academy for health professionals in Slovenska gospodarska zveza v Celovcu.